# サラーラ (イタリア)
サラーラ（伊: Salara）は、イタリア共和国ヴェネト州ロヴィーゴ県にある、人口約1,000人の基礎自治体（コムーネ）。

## 地理

### 位置・広がり

#### 隣接コムーネ
隣接するコムーネは以下の通り。括弧内のMNはマントヴァ県所属を示す。
- バニョーロ・ディ・ポー
- カルト
- チェネゼッリ
- セルミデ・エ・フェローニカ (MN)
- フィカローロ
- トレチェンタ

### 気候分類・地震分類
サラーラにおけるイタリアの気候分類 (it) および度日は、zona E, 2355 GGである。
また、イタリアの地震リスク階級 (it) では、zona 3 (sismicità bassa) に分類される。

## 行政

### 分離集落
サラーラには、以下の分離集落（フラツィオーネ）がある。
- Argine Vecchio, Borgo, Caselle, Coati, Croce, Magherino, Priore, Sabbioni, Veratica